# 向田理髪店
『向田理髪店』（むこうだりはつてん）は奥田英朗による日本の短編小説連作集およびその表題作、またそれを原作とした2022年の日本映画。北海道の寂れた炭鉱町である苫沢町（映画では福岡県の筑沢町）を舞台に、理髪店を営む向田康彦とその息子の葛藤を軸に、過疎化・少子高齢化・介護・結婚難などの地方が抱える社会問題を軽妙なタッチでユーモラスに描いている。
以下の6編が収録されている。
- 向田理髪店（初出『小説宝石』2013年4月号）
- 祭りのあと（初出『小説宝石』2013年11月号）
- 中国からの花嫁（初出『小説宝石』2014年7月号）
- 小さなスナック（初出『小説宝石』2015年2月号）
- 赤い雪（初出『小説宝石』2015年10月号）
- 逃亡者（初出『小説宝石』2016年2月号）

## 出版
単行本（ソフトカバー）
奥田英朗『向田理髪店』光文社、2016年4月19日、253頁。ISBN 978-4334910891。
文庫本
奥田英朗『向田理髪店』光文社〈光文社文庫〉、2018年12月7日、295頁。ISBN 978-4334777630。

## 映画化
森岡利行脚本・監督、高橋克実主演で映画化。2022年10月7日、福岡・熊本で先行公開。その他地域は同年10月14日公開。
舞台となる寂れた炭鉱町は、原作では北海道の苫沢町であるのに対し、映画では福岡県の筑沢町となっている。

### キャスト
- 向田康彦: 高橋克実 - 理髪店経営。
- 向田恭子: 富田靖子 - 康彦の妻。
- 向田和昌[8]: 白洲迅 - 康彦と恭子の息子。
- 谷口修一: 近藤芳正 - 康彦の同級生[8]。電気店を経営[9]。
- 瀬川真治: 板尾創路 - 康彦の同級生[8]。ガソリンスタンドを経営[9]。
- 三橋早苗: 筧美和子 - 筑沢町に最近開店したスナック「さなえ」のママ[8]。
- 大黒明美: 根岸季衣 - 老舗スナック「昭和下町」のママ[8]。
- 宮本風秦: 本宮泰風 - 筑沢町で撮影される映画の主演男優[8]。
- 大原零: 矢吹奈子 - 映画のヒロイン役の女優[8]。国民的アイドル[9]。
- 香蘭: 運上弘菜 - 中国から筑沢町へ嫁いできた女性[8]。
- 佐々木良平: 田中俊介 - 中央官庁から筑沢町へ出向してきた官僚[8]。
- 大黒修平: 永田崇人 - 明美の息子[9]。筑沢町出身の会社経営者[8]。
- 瀬川陽一郎: 鈴木大輝 - 真治の息子[9]。自宅のガソリンスタンドに本屋を併設する夢を持つ[10]。
- 野村大輔: 重松隆志 - 香蘭の夫、農業を営む[9]。
- 馬場武司: 芦川誠 - 康彦の近所の幼馴染で最近になって筑沢町に帰郷[9]。
- 藤原健司: 坪内守 - 町役場の地域振興課長で映画撮影を誘致[9]。
- 劇中映画のホテル受付: 林田麻里[8]
- 筑沢町を訪れるテレビレポーター: まこパーティー[8]

### 製作
撮影は福岡県大牟田市を中心に行われ、ロケは2021年12月1日に始まり、同月11日にクランクアップした。撮影に際し、大牟田市内で2021年1月まで理容店を営んでいた94歳の理容師、谷口昭が主演の高橋克実と妻役の富田靖子に技術指導を行った。
2022年7月21日に予告編が公開された。